# Arturo Martínez Noval
Arturo Martínez Noval (Gijón, Asturias, España, 8 de junio de 1969) es un exfutbolista español que jugaba como defensa.

## Trayectoria
Comenzó a jugar con once años en el Real Sporting de Gijón, con el que debutó en Primera División el 10 de febrero de 1988 en un partido contra el Cádiz C. F. disputado en el estadio El Molinón.

## Clubes
| Club                       | País   | Año       |
| -------------------------- | ------ | --------- |
| Sporting de Gijón Atlético | España | 1987-1990 |
| Real Sporting de Gijón     | España | 1990-1994 |
| C. D. Logroñés             | España | 1994-1996 |
| Club Marino de Luanco      | España | 1996-1997 |
| Elche C. F.                | España | 1997-1998 |
| Zamora C. F.               | España | 1998      |
| C. D. Mensajero            | España | 1998-1999 |
| Zamora C. F.               | España | 1999-2000 |
| Club Marino de Luanco      | España | 2000-2001 |
| C. D. Llanes               | España | 2001-2004 |
| Berrón C. F.               | España | 2004-2006 |